# Nothing Feels Good
Nothing Feels Good è il secondo album della band statunitense The Promise Ring, pubblicato con etichetta Jade Tree Records il 14 ottobre 1997. Pubblicato su CD e vinile, è stato l'album che ha fatto conoscere i The Promise Ring al pubblico, ricevendo commenti positivi anche da MTV. Ha avuto un buon successo in particolare la traccia Why Did Ever We Meet. In quest'album, la band inizia un processo di spostamento dall'emo che aveva caratterizzato i primi lavori, verso un power pop che predominerà nelle ultime produzioni del gruppo.
Il titolo dell'album è stato usato come titolo del libro Nothing Feels Good: Punk Rock, Teenagers, and Emo di Andy Greenwald nel 2003. La foto sulla copertina è stata scattata presso il Trimper's Rides ad Ocean City, nel Maryland.

## Tracce
1. Is This Thing On? – 3:37
2. Perfect Lines – 2:25
3. Red & Blue Jeans – 2:54
4. Why Did Ever We Meet – 4:05
5. Make Me a Chevy – 2:35
6. How Nothing Feels – 1:12
7. A Broken Tenor – 3:24
8. Raspberry Rush – 2:34
9. Nothing Feels Good – 2:01
10. Pink Chimneys – 2:26
11. B Is for Bethlehem – 3:15
12. Forget Me – 3:52

## Formazione

### Band
- Davey von Bohlen - voce e chitarra
- Jason Gnewikow - chitarra, design
- Scott Beschta - basso
- Dan Didier - batteria
- Tim Burton - basso (accreditato, ma non presente sul disco, in quanto è Beschta a registrare tutte le linee di basso)

### Personale aggiuntivo
- J. Robbins - produttore
- Doug Easley - ingegnere e missaggio
- Davis McCain - ingegnere e missaggio
- Stuart Sikes - ingegnere e missaggio
- Alan Douches - mastering
- Tim Owen - Fotografia